# Ełcka Kolej Wąskotorowa

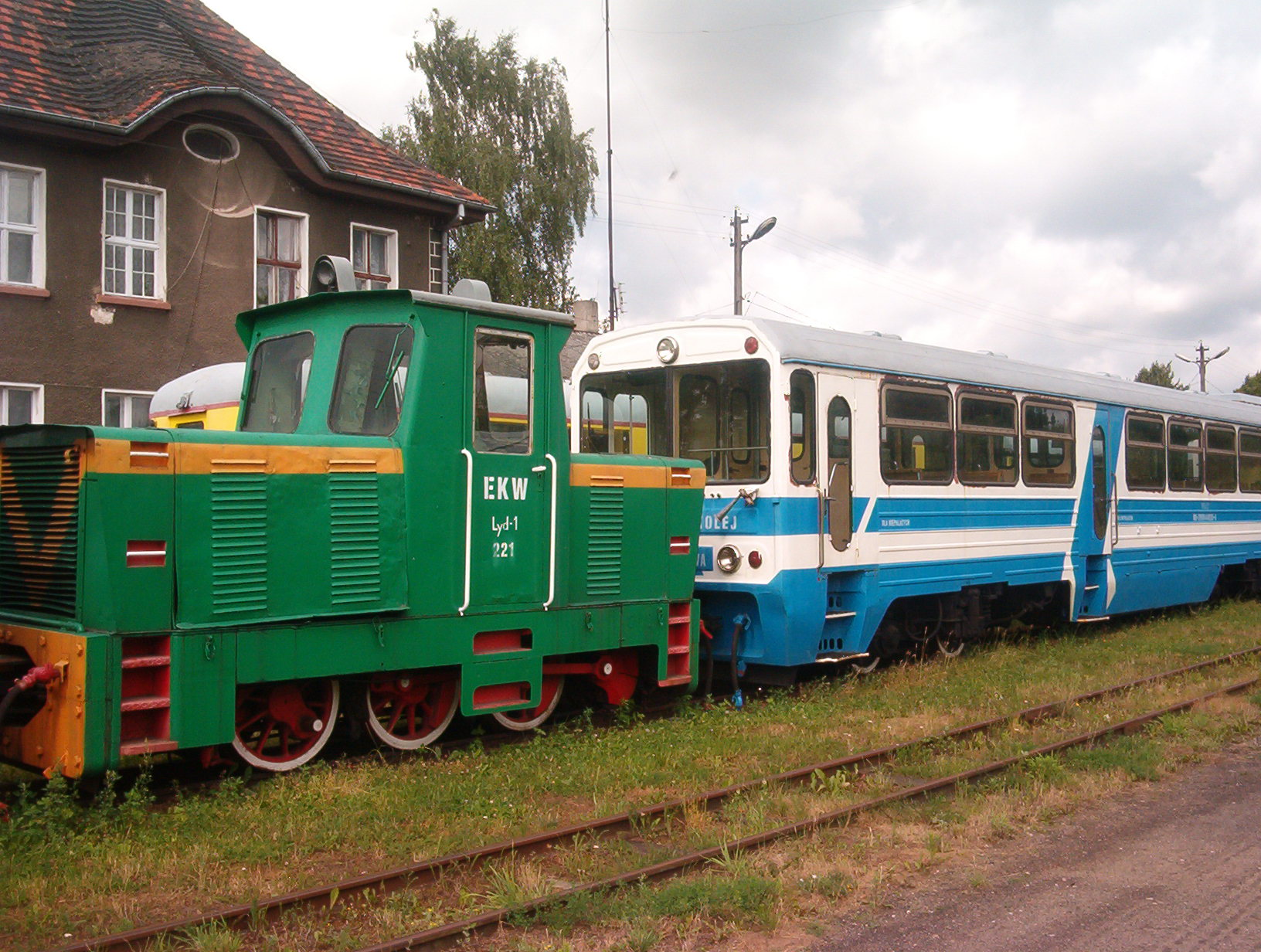
Smalspoor station Ełck

Ełcka Kolej Wąskotorowa (vroeger  Ełcka Kolej Dojazdowa, voor 1945 Lycker Kleinbahnen) is een smalspoorlijn met een breedte van 750 mm in de Poolse woiwodschap Ermland-Mazurië.

## Geschiedenis
Nadat in de periode 1868-1885 het station Ełk (Lyck) in de stad Ełk (Lyck) een belangrijk knooppunt was geworden miste men nog een oostelijke ontsluiting in dit deel van het toenmalige Oost-Pruisen. Het eerste deel van 25 km via Laski Małe (Klein Lasken) naar Borzymy (Borszymmen) werd in meterspoor aangelegd. Dit traject werd in oktober 1913 opengesteld; het tweede deel van nog eens 13 km tot aan het grensdorp Turowo (Thurowen) kwam in 1915 gereed. In 1918 was tevens een aftakking van 10 km volledig gereed tussen Laski Małe en Zawady-Tworki (Sawadden).
In 1951 werd van de 1000 mm overgegaan op 750 mm spoorwijdte. 
In 2001 werd de spoorlijn voor het reguliere personenvervoer gesloten. Vanaf 2002 worden er toeristische ritten op de lijn gemaakt.